# Chico Freeman
Earl Lavon "Chico" Freeman Jr. (17. juli 1949 i Chicago Illinois) er en amerikansk tenorsaxofonist og trompetist.
Freeman startede som ung på trompet inspireret af Miles Davis, men skiftede senere til saxofon. Han er bl.a. inspireret af John Coltrane.
Han kom til New York i 1977, og begyndte at indspille egne plader med egne grupper, med bl.a. Wynton Marsalis og Cecil Mcbee. Han har også spillet med f.eks. Elvin Jones, Sun Ra, Sam Rivers, Don Pullen, Jack DeJohnette, McCoy Tyner,Chaka Khan, Tito Puente og Giovanni Hidalgo. 
Freeman var ligeledes med til at forme den moderne jazzgruppe The Leaders. 